# Touba (Boké)
Touba è un comune (in francese sous-préfecture) della Guinea, parte della regione di Boké e della prefettura di Gaoual.